# Javier Gerardo Román Arias
Javier Gerardo Román Arias (* 19. Oktober 1962 in Alajuela, Costa Rica) ist ein costa-ricanischer Geistlicher und römisch-katholischer Bischof von Limón.

## Leben
Javier Gerardo Román Arias empfing am 8. Dezember 1987 das Sakrament der Priesterweihe für das Erzbistum San José de Costa Rica.
Am 21. März 2015 ernannte ihn Papst Franziskus zum Bischof von Limón. Die Bischofsweihe spendete ihm der Erzbischof von San José de Costa Rica, José Rafael Quirós Quirós, am 30. Mai desselben Jahres. Mitkonsekratoren waren der Bischof von Cartago, José Francisco Ulloa Rojas, und der Bischof von Puntarenas, Oscar Gerardo Fernández Guillén.
Seit Herbst 2023 ist er Vorsitzender der Bischofskonferenz von Costa Rica.